# 11313 Kugelgen
A 11313 Kugelgen (ideiglenes jelöléssel 1994 GE10) a Naprendszer kisbolygóövében található aszteroida. Freimut Börngen fedezte fel 1994. április 3-án.